# Napoléonsgaard
Napoléonsgaard är en kulle i Luxemburg. Den ligger i kommunen Rambrouch, i den nordvästra delen av landet, 32 km nordväst om staden Luxemburg. Toppen på Napoléonsgaard är 554 meter över havet.